# 도모도솔라
도모도솔라(Domodossola, 이탈리아어 발음: [dɔmoˈdɔssola];)는 이탈리아 북부 피에몬테주 베르바노쿠시오오솔라도구의 도시이자 코무네이다.

## 역사
도모도솔라는 기원전 12년 로마인들이 이 지역을 정복했을 때 레폰티이의 주요 도시였다.
제2차 세계 대전 중 도모도솔라는 독일에 대한 봉기의 일부였으며, 이에 따라 오솔라 계곡은 1944년 9월에 스스로를 자유 파르티잔 공화국으로 선언하고 파시스트 이탈리아에서 분리되었다. 반란은 두 달도 채 안 되어서 독일군에 의해 진압되었지만, 전쟁이 끝날 때까지 이탈리아 내에서 반파시스트 운동의 중요한 상징이었다.

## 지리
도모도솔라는 보냐강과 토체강이 합류하는 지점에 위치하며, 18,300명이 거주하고 있다.
이 도시는 이탈리아 알프스산맥 기슭에 위치하고 있으며, 작은 여객 철도 허브 역할을 한다. 그 전략적 위치는 스위스 철도 승객을 수용하고 도모도솔라역은 심플론 고개를 통해 밀라노와 브리크 (스위스 독일어권 도시) 사이의 국제 기착지 역할을 한다. 도모도솔라-로카르노 철도는 1,000mm 미터궤 노선이며, 동쪽으로 경계를 넘어 로카르노로 간다.

## 경제
경제는 주로 서비스, 석재 작업 및 기계 산업을 기반으로 한다. 이 지역의 계곡에는 많은 댐과 수력 발전소가 있다.

## 문화
그 이름은 이탈리아에서 지역 철자의 일부로 "Domodossola의 D"라는 항목으로 널리 알려져 있다.

## 자매도시
- 스위스 브리크
- 이탈리아 부스토아르시치오